# 勐海镇
勐海镇，原称象山镇，是中华人民共和国云南省西双版纳傣族自治州勐海县下辖的一个行政建制镇。

## 行政区划
勐海镇下辖以下地区：
沿河社区、象山社区、佛双社区、景龙村、曼贺村、曼袄村、曼真村、曼尾村、曼短村、勐翁村、曼搞村和勐海县工业园区。